# Elżbieta Maria Podiebrad
Elżbieta Maria (ur. 11 maja 1625 w Oleśnicy; zm. 17 marca 1686 r. tamże) – księżna oleśnicka.
Elżbieta Maria była jedynym dzieckiem księcia oleśnickiego Karola Fryderyka i jego pierwszej żony Anny Zofii saskiej. Stała się dziedziczką dynastii Podiebradów.
1 maja 1647 r. w Oleśnicy poślubiła księcia Sylwiusza Nemroda Wirtemberskiego. W 1648 r. małżonkowie uzyskali od cesarza nadanie księstwa oleśnickiego. Po śmierci męża Elżbieta Maria sprawowała rządy opiekuńcze. Para miała siedmioro dzieci:
- Karola (1650-1669)
- Annę (1650-1669)
- Sylwiusza (1651-1697)
- Krystiana (1652-1704)
- Juliusza (1653-1684)
- Kunegundę (1655)
- Sylwiusza (1660).

## Literatura
- Stefan Głogowski, Genealogia Podiebradów, Gliwice 1997, s. 147-148.
- Jan Županič: Württemberkové v Olešnici. In: Studia zachodne, 13, 2011, s. 49-64.